# ناحیه آکسفورد، شهرستان هنری، ایلینوی
ناحیه آکسفورد (به انگلیسی: Oxford Township) یک منطقهٔ مسکونی در ایالات متحده آمریکا است که در شهرستان هنری، ایلینوی واقع شده‌است. ناحیه آکسفورد ۲۴۵ متر بالاتر از سطح دریا واقع شده‌است.